# Agnoshydrus barong
Agnoshydrus barong là một loài bọ cánh cứng trong họ Bọ nước. Loài này được Hendrich, Balke & Wewalka miêu tả khoa học năm 1995.